# Cartero

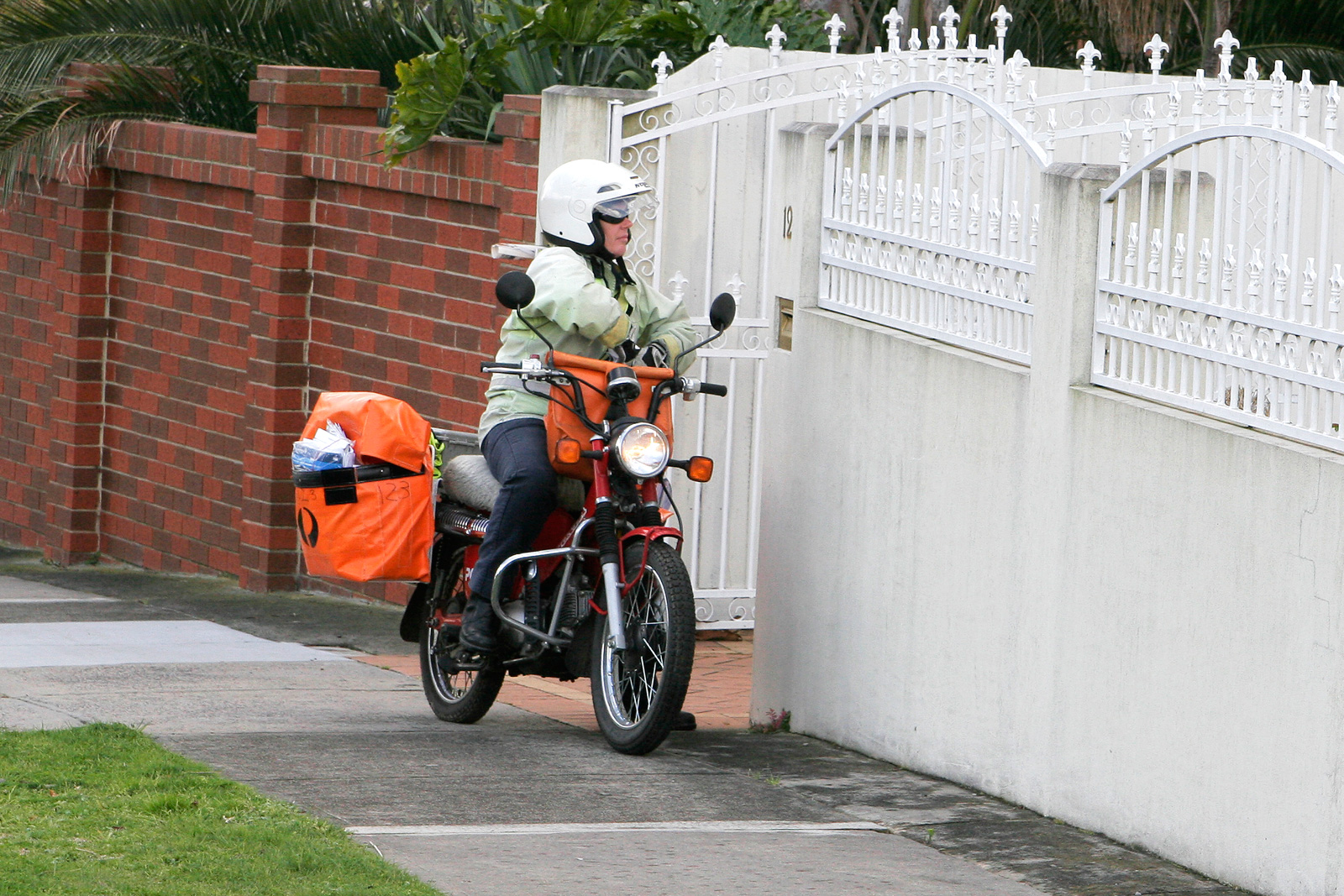
Cartero repartiendo entregas en motocicleta.

El cartero es la persona que hace de mensajero entre un emisor y un receptor cuando se envían documentos escritos —cartas— o paquetes.
En la antigüedad, los carteros eran comúnmente conocidos como «correos» o «emisarios». Eran personas que recorrían grandes distancias a caballo transportando mensajes en forma de cartas. Actualmente, los carteros usan otros medios de transporte, generalmente a motor, como la motocicleta, la bicicleta (eléctrica o convencional) y el coche; en las ciudades muchos realizan su recorrido también andando. 

## Cartero en España
El cartero hizo su aparición en la historia postal de España en 1756 durante el reinado de Fernando VI. Su cometido consistía en la entrega a domicilio de las cartas atrasadas, aquellas que no se habían ido a recoger a la estafeta de Correos. Una medida que era importante porque, al ser entregadas, podía cobrarse el porte de las mismas e ingresarse en la Tesorería de la Renta.
- Las primeras bocas de buzón de Correos se instalaron en 1762.
- En 1850 se estableció el «sello» como sistema moderno de pago previo de los envíos.
- Cinco años después, se introdujeron los servicios telegráficos. En el año 1882, Correos incorporó mujeres a su plantilla con el fin de que cubrieran los servicios de telegrafía.
- En 1884 la compañía empezó a encargarse del primer servicio telefónico público de España (después de distintas pruebas y explotación a nivel local por parte de particulares).
- En 1889 se creó el Cuerpo de Empleados de Correos para atender la gestión de los 75 millones de cartas que circulaban por entonces.[4]
- En 1911 se establecieron nuevos servicios: cartas urgentes, giros, reembolsos y servicios bancarios por medio de la Caja Postal de Ahorros.
- En 1962 se implantaron los primeros buzones domiciliarios para agilizar el proceso de distribución postal.[5]

Actualmente, para desempeñar la función de cartero como personal laboral fijo, puede ser mediante una oposición o por la bolsa de empleo de Correos.

## Cartero en Chile
El momento preciso en que surgen los carteros en Chile es con las Ordenanzas de Correos de 1762. Allí se dispone el uso de buzones en las rutas postales. 
Sus obligaciones eran dar cuenta de los cambios de domicilio e investigar las nuevas direcciones hasta dejar las cartas en las manos del destinatario correspondiente, postula Alfonso Claderón. Una parte de esta moción legislativa dice: "No pudiendo despacharse las cartas al público enteramente por la reja de los oficios (buzones) a causa de no acudir sus dueños a sacarlas, se ha hecho preciso destinar sujetos determinados que las lleven a las casas, los cuales se llaman 'carteros'".
Sin embargo, fue con la modernización del correo en el siglo XIX que el oficio de cartero comenzó a profesionalizarse. El 6 de marzo de 1863 se dictó un decreto para regular las funciones, atribuciones y hasta los sueldos de los carteros ambulantes: 30 pesos. Más adelante, recibieron una indumentaria definitiva que los caracterizó durante mucho tiempo.
El cartero en la actualidad del siglo XXI está vigente, cumpliendo un papel social que les demanda la ciudadanía y al Estado de Chile por medio de su empresa Correos de Chile y la participación de empresas privadas de reparto.